# Cathédrale Saints-Pierre-et-Paul de Charlotte-Amélie
Cette  cathédrale n’est pas la seule cathédrale Saint-Pierre-et-Saint-Paul.
La cathédrale Saints-Pierre-et-Paul est une cathédrale catholique située à Charlotte-Amélie, dans les Îles Vierges des États-Unis. Elle est le siège du diocèse de Saint-Thomas.

## Historique
Le roi Christian VII du Danemark a officiellement approuvé la présence de l'Église catholique en 1773.

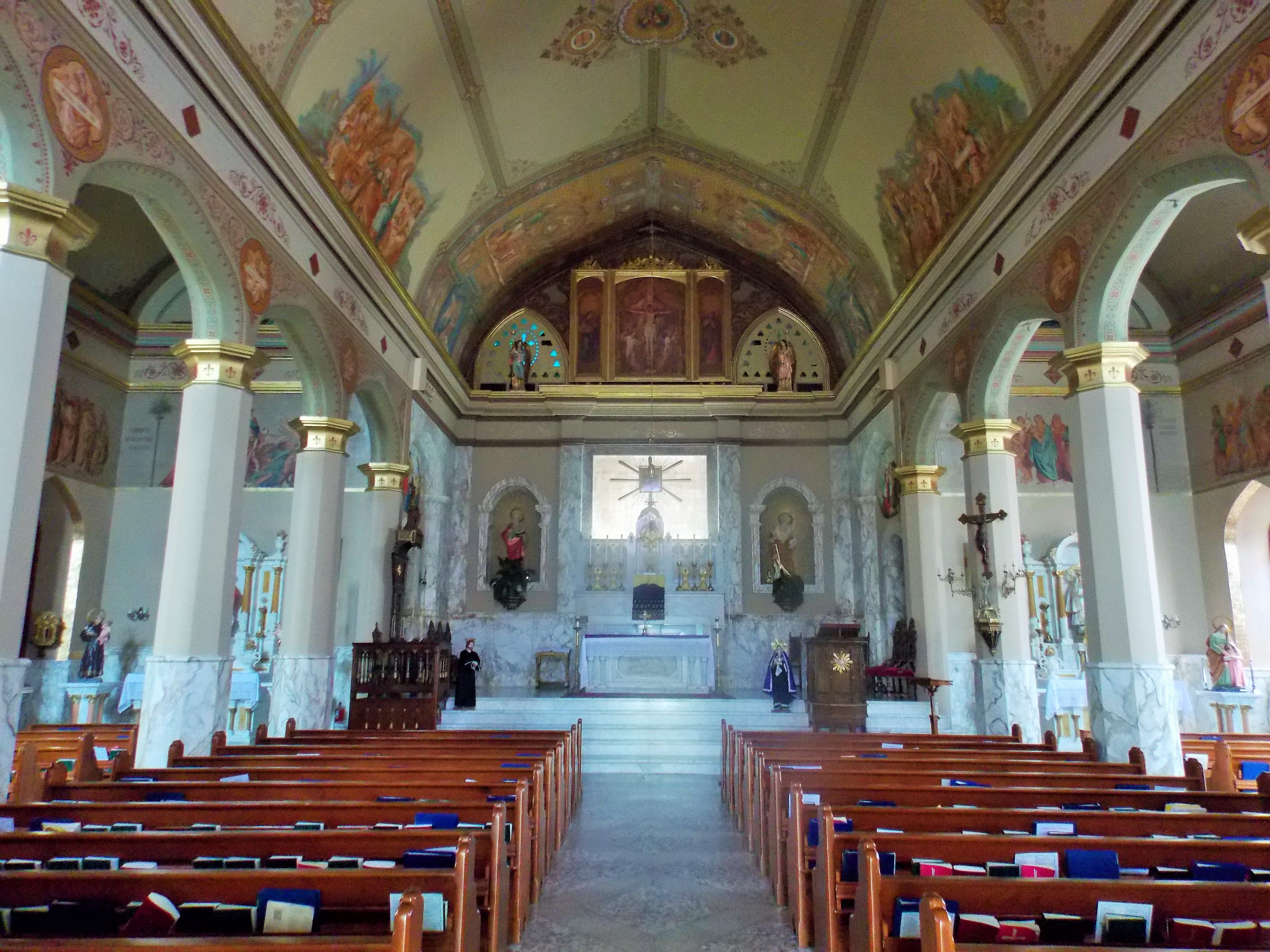
Nef centrale.

La première église catholique des Antilles danoises, située dans les Îles Vierges des États-Unis, a été achetée à la Couronne danoise en 1802 mais elle a été détruite dans un incendie deux ans plus tard, en 1804. La première église connue sous le patronage des apôtres saint Pierre et saint Paul a été consacrée en 1806 et la première église construite sur le site actuel a été achevée en 1828. Un ouragan en 1837 détruisit la plus grande partie de cet édifice, qui fut reconstruit et achevé en 1848.

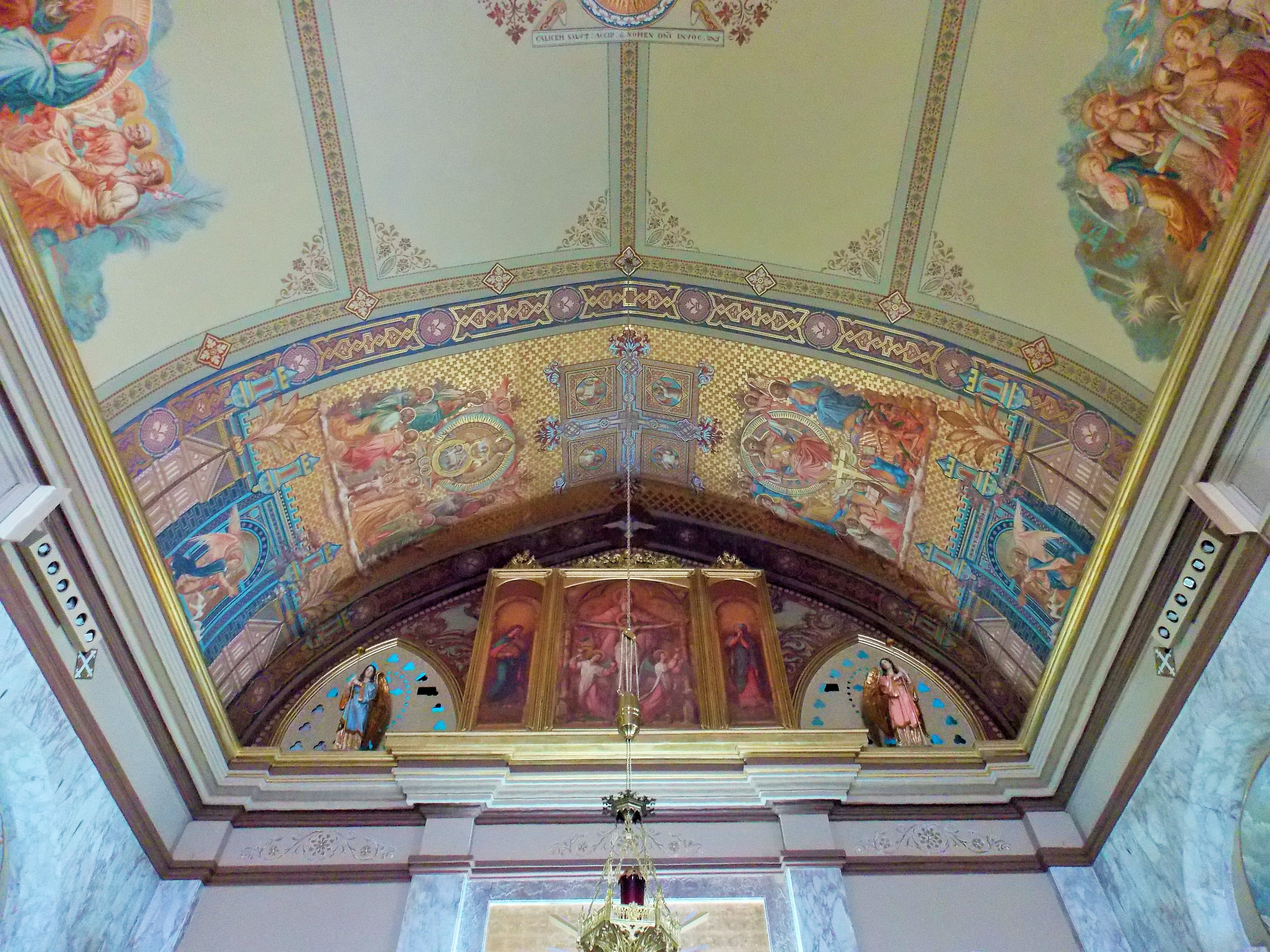
Peintures du plafond.

Le père Louis Dold fut le premier Rédemptoriste de la province de Baltimore à être le prêtre de la paroisse. Lorsque le pape Jean XXIII créa la prélature des Îles Vierges en 1960, l'église Saints-Pierre-et-Paul devint son église cathédrale, puis la prélature devint un diocèse à part entière en 1977. Les Rédemptoristes ont quitté la paroisse en 1989 et Mgr Michael F. Kosak fut le premier prêtre diocésain à être recteur de la cathédrale.

## Architecture
Plus de 12 scènes de l'Ancien et du Nouveau Testament sont représentées dans des peintures murales au plafond de la cathédrale. Une campagne pour restaurer et rénover la cathédrale a débuté en 2004.

### Articles liés
- Liste des cathédrales
- Liste des cathédrales des États-Unis